# 同窓会 (テレビドラマ)
『同窓会』（どうそうかい）は、1993年10月20日 - 12月22日に日本テレビ系列で放送されたテレビドラマ。

## 概要
恩師の上京をきっかけに、27歳になった同窓会に集まったメンバーの人間模様を描く。男性同性愛やバイセクシュアルを主なテーマとしており、過激で大胆なシーンや台詞が多用されている。プライムタイムにおける連続ドラマとしては日本で初めて、同性愛を本格的に扱った作品でもある。全10回の平均視聴率は17.0%、最高視聴率は20.4%。
因みに番組に出てくる「スプラッシュ」というゲイバーの店名はニューヨークのゲイのショットバーから取っている。また、そこのセットは新宿2丁目に実在したゲイクラブ「ZIP」（現：ANNEX）がモデルだった。
本作品からテレビ大分でもネットを開始。NNS全系列局での同時ネット化を達成した。

## キャスト
- 安藤七月（旧姓：折原）：斉藤由貴

主人公。新宿西保健所勤務の27歳。幼い頃、海で無理心中を図った母親に殺されかけ、その後親戚に預けられて愛情の薄い生活を送ったことがトラウマとなっている。高校時代はバスケットボール部のマネージャーをしていた。命の恩人でもある康介と交際していたが、彼女の病んだ性格が原因で破局する。直後に風馬のプロポーズを受け、半ば康介への当てつけのような形で結婚した。「一緒にいて安らげる」風馬のことを愛していたが、結婚当初より一度も夫婦生活がないことに次第に不満、不信を募らせていく。
- 安藤風馬：西村和彦

七月の夫。大手ゼネコン勤務。子供の頃は身体が弱く、小学校から高校まで土肥の祖母の元に預けられていた。康介とは高校時代からの親友でバスケットボール部のチームメイトでもあった。実は同性愛者で、密かに康介に思いを寄せていた。七月に結婚を申し込んだのも、彼女を通じて間接的に康介とも繋がりたいという屈折した愛情からであった。妻である七月のことは大切に思ってはいるが、肉体的には愛することができず苦悩する。一方で、結婚前に新宿2丁目で出会った嵐との関係に深く溺れていく。数学が得意で嵐に勉強を教えたりもしている。
- 中康介：髙嶋政宏

風馬の親友。銀行勤務。高校時代はバスケットボール部のスターでクラスのリーダー的存在だった。幼い頃、たまたま父親と釣りに来ていた海岸で七月母子の無理心中現場を目撃し救助した過去があり、自然と七月と交際するようになった。七月との破局直後に唯子から告白され、平凡な彼女に惹かれて交際を始める。風馬と七月の結婚を祝福する一方で、親友に取り残された寂しさや七月への未練を捨てきれない部分があり、唯子とも衝突するようになる。猪突猛進な性格で常に明るく気丈に振る舞ってはいるが、ガンを告知された時には死への恐怖から病院を抜け出し街を彷徨ったりと気弱な部分も見せた。
- 丹野唯子：田中美奈子

嵐の姉。一流商社のOLだが上司から肩叩きされている。七月達の後輩で、高校時代はバスケットボール部のサブマネージャーをしていた。七月とは表面的には仲良くしていたが裏では激しく啀み合っていた。康介には高校時代より思いを寄せており、交際を始めるとあの手この手を使って七月を牽制しようとした。嵐に告白されるまで彼がバイセクシャルであるとは知らず大変なショックを受けるが、七月と風馬にダメージを与えるために弟を利用しようとする。
- 宮脇ちの：荻野目慶子

七月達の高校時代の同級生。元吹奏楽部。いちばんおとなしい性格だったが性的には奔放で、妻子ある人間とも次々に関係を持ってしまう。各地を転々としながらシングルマザーとして4歳の娘・るい（深沢佳奈）を育てていたが、生活苦から土肥に戻り、妻に先立たれた幣原の家で居候を始める。
- 勝呂克茂：別所哲也

七月達の高校時代の同級生。元バスケットボール部。地元で漁師をしているが、しばしば上京しては康介の部屋に入り浸っている。既婚者だが夫婦仲はあまり良くない。以前ちのと関係を持ったことがあり、るいが自分の子供ではないかと疑っていた。
- 幣原徳明：松村達雄

七月、風馬、康介らの高校時代の恩師。教師生活最後の3年間を過ごした彼らとの交流は今でも続いており、家庭事情が複雑な七月のことは特に気にかけている。教師仲間との同窓会のために東京に滞在中、地元に残した妻が急逝する。長年連れ添った妻を突然失った寂しさの中で、心配したちのから身の回りの世話を焼いて貰ううちに、るいを溺愛するようになる。
- 丹野嵐：山口達也

唯子の弟。バイセクシャルで、新宿2丁目に頻繁に出入りしている17歳の高校生。年齢の割に性経験は豊富らしく、男性経験の無い風馬をリードしたり、七月とも行きずりの関係を持った。男女問わず売春もしている。一夜限りの相手のはずだった風馬を忘れられず、勤務先まで探り当ててしまう。風馬と逢瀬を重ねる中で、彼に本気で好きな人がいることは感じていたが、それでも風馬こそが運命の人だと信じ、心から愛されたいと願っていた。かつて近所の中年女性から性的虐待を受けた過去がある。
- 藤島潮：国分太一

嵐の友人でゲイの高校生。康介がヒロミ達から暴行を受けている現場に遭遇した際には彼らを止めようとしたり、康介を救出・介抱するなど心優しい性格。テレビドラマ鑑賞が趣味で、色々なドラマを録画している。 実は康介に一目惚れしており、その後も献身的に尽くそうとする。
- ヒロミ：坂本昌行

嵐の友人でゲイのチーマー。いつも新宿2丁目のゲイバーで嵐や潮とつるんでいる。仲間のニューハーフ・ユミ（新堂有望）に無礼な対応をした康介に集団で暴行を加えた。風馬に決闘を申し込まれた際、恋人である嵐を自分達の助っ人として呼び出すことで状況を有利にしようとした。
- 手嶋笑子（通称：しょうこ）：長与千種

七月達の同窓生。東京で溶接工をしている。スポーツ万能。
- 中村厚（通称：ヒゲ）：高杢禎彦

七月達の同窓生。東京で整骨院を営む。終盤で土肥に戻り、父親の跡を継ぎ漁師となる。
- 七月の同窓生（通称：タカマサ）：田口浩正

東京で水道工事業をしている。
- 風馬の父：塚本信夫
- 安藤章子：吉行和子

裁判所勤務。一人息子の風馬を溺愛している。当初は結婚を喜んでいたが、七月の母親の病状を隠していたことに不信感を抱き二人を離婚させようとする。息子がゲイであることは知らなかった。
- 折原田鶴子：高田敏江

七月の母。没落した名家の出身。流れ者の男と駆け落ちするが、七月が産まれる前に彼は他の女と行方をくらませてしまい、心を病む。七月との無理心中に失敗して救助されるも廃人状態となり、長い間入院したままである。
- 紗矢：古川りか

嵐の同級生で彼と交際していたが、風馬の存在を打ち明けられて逆上する。安藤家に匿名の電話をかけ、風馬がゲイであり男子高校生と付き合っていると母親に暴露する。
- 嵐の担任：山賀教弘

嵐と紗矢の関係を把握しており、面談の際に唯子へ忠告する。
- 教育機関の実力者（「御前」）：小松方正

風馬が交渉に行き詰っていた建設工事への協力を取り付けるため、康介が高校の先輩に紹介してもらった人物。他人の性行為を覗き見して楽しむ趣味がある。新宿2丁目の売り専バーで嵐を買う。
- 店員：小松正一

ゲイバー「SPLASH」の店員。風馬を尋ねて来店した七月や章子を追い返し、「この世界のことは表に出さないのが仁義」とヒロミを諭した。
- その他：神代弓子、増子倭文江、大富士、内山森彦、山崎海童、藤原秀樹ほか

## あらすじ
高校の同級生だった折原七月と、同性愛者であることを隠している安藤風馬。
風馬は、自分がゲイであることを受け入れられず、高校時代からの親友で密かに想いを寄せていた中康介への気持ちを隠したまま、七月に結婚を申し込む。しかしその前に康介への恋心を断ち切るためと、同性愛の世界を覗いてみたいという気の迷いから、新宿二丁目で声をかけてきたバイセクシャルの少年・嵐と関係を持ってしまう。風馬自身は面識がなかったため知らなかったが、実は、嵐は七月や風馬たちの高校の後輩・丹野唯子の弟だった。一方、結婚後間もなく風馬が同性愛者であることに気付き自暴自棄になった七月は、深夜の新宿二丁目を彷徨い、売春目的の嵐に声を掛けられてビルの建設現場で肉体関係を持ち、女なのに男にSEX代金を要求されて払ってしまい「スゲエ良かったｗ」とウソっぽく捨て台詞されてバイクで走り去られヤリ逃げされて、女のプライドがボロボロになってしまうのだった。
以後、高校時代から長年交際していた七月と康介、夫婦となった七月と風馬、七月と風馬の夫婦二人と関係を持った嵐、究極の友情の証として一線を越えてしまう風馬と康介、康介と交際するも彼が同性と関係を持ったことが許せない唯子らの心の襞が描かれる。七月は風馬から女として愛されないことに苦悩し、嵐に嫉妬しながらも、これまで一人傷つき悩んできた風馬を懸命に受け入れようとし、男と男と女の愛憎が複雑に絡み合う。
やがて、七月が嵐との一度きりの関係で妊娠してしまったことが発覚。「産まない。私、お金まで払ったのよ」と一度は中絶を考えた七月だったが、女性を抱くことは出来ないが七月のことは人として愛しており大切に想っているという風馬の言葉と、幼いころ無理心中をさせられそうになった母との確執が解消したことがきっかけで、風馬と嵐と自分の三人の子として産むことを決心する。そして…。

## エピソード
- ドラマの制作現場には、「スキャンダラスに取られるだろうが、これは愛の物語。そこを踏まえて、ストイックなまでに生真面目に創って欲しい。」という異例の檄が脚本家の井沢満から飛ばされた。
- 風馬と嵐が全裸で抱き付き合うシーンが多い。また風馬と男性のキスシーンは多く、かつ本当にキスをしている。一方、女性である七月との唯一のキスシーンでは、カメラワークによってキスをしているように見せているだけで、実際にはしていない。
- ゴールデンタイムに放送される作品としては前例が無い題材であったため、井沢も当初は「おっかなびっくり」で慎重に筆を進めていた。しかし、撮り上がる都度、バイク便で届けられる未編集のビデオで風馬と嵐のキスシーンを確認した際、二人がカメラアングルでごまかさず、本当にキスしているのを見てスタッフも役者も本気で取り組んでいることを知り「ふっきれた」といい、それからの執筆に迷いはなくなったという。
- 第7話での、康介の部屋で嵐がもたらした修羅場のシーンは、井沢から「このシーン数十分をカットなしで演じるよう」指示されていたと語っている。その際NGは1回だけ出すにとどまったという。
- 第5話と第8話に登場するニューハーフを演じたのは女優だが、正体を現した時の男声は吹き替えによるもの。

### ストーリー外でのエピソード
- 男優の全裸シーンが多いドラマであることから、撮影を円滑に進めるために「前張り」は必須アイテムであった。控え室の衣装の棚には、それぞれの役名が書かれた「前張り」が置かれていた。
- 男優を美しく撮ることが必須という井沢の要望を受け、ライティング、カメラアングルに工夫が凝らされた。
- 最終話での康介と潮の結婚式を発案したのは、康介役の髙嶋政宏である。
- 西村、高嶋は、「同窓会」のメンバーが回を重ねる毎に出番を切られていくこと（克茂を演じた別所や、唯子を演じた田中、そして祥子役の長与など）に驚きながら毎回収録をしていたこと、脚本家の井沢満から、風馬と康介が河口湖の別荘地で3日間を過ごしたシーン（ボート、自転車、山小屋でのセックスシーンなど）を、全て製作スタッフや役者のアドリブで撮影するようにとの指示があったことを、DVD-BOXのインタビューで語っている。
- 国分太一がナビゲーターを務める番組『国分太一・美輪明宏・江原啓之のオーラの泉』に髙嶋政宏がゲストで出演した際、美輪明宏が、「当時としては、素晴らしく斬新で刺激的なドラマだった。毎週見ていた」とコメントし、江原も同様に頷いていた。それを聞き、高嶋も国分も照れくさそうな表情を浮かべていた[3]。
- 当時新人だった山口達也、国分太一は井沢自身のキャスティングであった。当初は、ストーリーに大きく影響を与える役として考えていなかったのだが、彼らのキャラクターに惚れた井沢が、どんどん役柄を膨らませていった[4]。
- 斉藤由貴は井沢と『とっておきの青春』（NHK）以来のコンビであり、田口とは2007年9月にTBS系ドラマ『お・ばんざい!』（MBS制作）で再共演を果たした。  斉藤由貴が女子トイレの洗面台に片脚を乗せて毛ジラミが痒いと股間を掻き毟るシーンは、斉藤の正面に鏡があり、視聴者をドキリとさせた。
- 西村は一種の賛美として、「台本を渡されるたびに、台本を放り投げた」と語っている。これは、展開の予想もつかない急展開への反応だったという。
- 脚本は奇をてらった意図からではなく、一般視聴者をメインターゲットに書かれたものだったが、同性愛者やバイセクシュアルといったセクシュアルマイノリティと呼ばれる人からも多くの支持を集めた。特に、男性同性愛者からの反響は大きく、放送日には新宿二丁目の人影がまばらになったと言われている。そのため、井沢はその手の店の人たちに「恨まれた」という。また、井沢はブログで日本のゲイシーンにおいて、「同窓会以前・以後」という言葉も使われたと語っている1990年代前半頃は『同窓会』の他にも、売り専模様を描いた比留間久夫の小説『YES YES YES』（1989年）、2人のゲイとアル中女性の関係を描いた映画『きらきらひかる』（92年）、日本初の本格的な一般向けゲイ映画『二十才の微熱』（1993年9月）など、多くのゲイ作品が公開されていたが、本作はゴールデンタイムの連続ドラマであり、有名俳優や男性アイドルがゲイやバイセクシャルを演じ大胆なベッドシーンが描かれたことや、加えて、老教師と元教え子との物語も描かれており、性別も年齢も超越した「愛」というものを徹底的に追求している。一方で「現実とは違う部分がある」と批判も寄せられたが、これに対して、「ゲイの風俗を忠実に再現するのが目的ではなく、男同士という一種の極限の関係に託して愛の物語を書くのが意図だった」と、井沢は語っている[5]。
- ドラマを視聴した年配の男性から、「昔、可愛がっていた後輩が自分の結婚式前夜に自殺。長いことその死の意味が不明だったが、ドラマを見て、ああそういうことだったのか、と納得した。これからその後輩と旅したところを一人で回る。」という投書が寄せられた[6]。
- 劇中、フランスの作家マルセル・プルースト（Marcel Proust）作の『失われた時を求めて』が登場した。
- 2010年の『24時間テレビ 愛は地球を救う33』の深夜企画「朝までしゃべくり007」に、メインパーソナリティーのTOKIOが出演した際、山口と国分の本作の映像が流れた。
- 2013年には、作者井沢満自身のブログで本作について、「10年か20年早すぎた作品だった。思いをまっすぐに受け止めてもらうまでに時を要した」と語っている。また、当時、演技の面で斉藤由貴を泣かせてしまったことや、山口達也から「演技というものがわかりました」と電話が来たことも明かした。そして、それぞれの役者を、しばき上げるようなサディスティックな思いで書き継ぎ、しかし、それは彼らへの愛でもあったと振り返っている。
- 井沢は、「同窓会で嵐をボーガンで殺して、私は非難を浴びたけれど、あの当時、そういう殺人があり、それへの実はアンチテーゼだった。しかし、今思うとファンの心情を多大に裏切ってまで殺すのはよくなかった」さらに、「監督からも嵐を殺さないでくれ」と言われ、嵐はあちこちで愛されていたことを明かした。

## スタッフ
- 脚本 - 井沢満
- 音楽 - 渡辺俊幸
- 演出 - 細野英延、五木田竜一
- 製作著作 - 日本テレビ

## 主題歌・劇中歌
- 主題歌 - Mr.Children「CROSS ROAD」（トイズファクトリー）
- 挿入歌（タイトルソング） - 米川英之「同窓会」（バップ）
- 音楽 - 渡辺俊幸

## 関連商品
CD
- 『日本テレビ系ドラマ 同窓会 オリジナルサウンドトラック』

発売日: 1993/12/21、販売元: バップ
ASIN: B00005H0HC
サントラ盤。全22曲収録
ビデオ
- 『同窓会』（1）- 発売日: 1993/12/21、ASIN: B00005H1PD、時間:90分
- 『同窓会』（2）- 発売日: 1993/12/21、ASIN: B00005H1PE、時間:90分
- 『同窓会』（3）- 発売日: 1994/02/01、ASIN: B00005H1PF、時間:135分
- 『同窓会』（4）- 発売日: 1994/02/01、ASIN: B00005H1PG、時間:135分

全4巻、販売元: バップ
形式: Color、規格: VHS（ビデオテープ方式）
DVD
- 『同窓会 DVD-BOX』

発売日: 2003/10/22、販売元: バップ
ASIN: B0000A8V6D
形式: Color, Dolby、画面サイズ: 1.33:1
ディスク枚数: 4枚、時間: 450分

## サブタイトル
| 01                                                        | 1993年10月20日 | -                          | 16.3% |
| 02                                                        | 1993年10月27日 | -                          | 14.7% |
| 03                                                        | 1993年11月3日  | -                          |       |
| 04                                                        | 1993年11月10日 | 切なすぎる情事             | 17.0% |
| 05                                                        | 1993年11月17日 | 男と男、そして純情         | 16.8% |
| 06                                                        | 1993年11月24日 | 男と男、女と女             | 17.3% |
| 07                                                        | 1993年12月1日  | 素裸の絆                   |       |
| 08                                                        | 1993年12月8日  | 君よ 優しく我を抱け        |       |
| 09                                                        | 1993年12月15日 | 愛しているから凄く欲しい   |       |
| 10                                                        | 1993年12月22日 | 終章・月光を浴びた恋人たち | 20.4% |
| 平均視聴率17.0%（視聴率は関東地区・ビデオリサーチ社調べ） |                |                            |       |